# Kinistino
Kinistino es un pueblo canadiense situado en la provincia de Saskatchewan.

## Superficie
Kinistino tiene una superficie de 1,58 km².

## Demografía
En 2021, tenía 671 habitantes, una densidad poblacional de 426 hab./km², y 305 viviendas.